# Liste der Monuments historiques in Marsoulas
Die Liste der Monuments historiques in Marsoulas führt die Monuments historiques in der französischen Gemeinde Marsoulas auf.

## Liste der Bauwerke
| Bezeichnung | Beschreibung | Standort | Kennzeichnung | Schutzstatus | Datum | Bild           |
| ----------- | ------------ | -------- | ------------- | ------------ | ----- | -------------- |
| Höhle       | Altsteinzeit | (Lage)   | PA00094376    | Classé       | 1910  | weitere Bilder |